# آنسلم هولو
آنسلم هولو (انگلیسی: Anselm Hollo؛ ۱۲ آوریل ۱۹۳۴ – ۲۹ ژانویهٔ ۲۰۱۳) شاعر، مترجم، و نویسنده اهل فنلاند بود.

## زندگی
هولو در بولدر، کلرادو زاده شد.